# パラフィンパック
パラフィンパック（paraffinpack）とは、溶かしたパラフィンを用いた美容法。

## 概要
使用するパラフィンは、通常のパラフィンより低い融点(50℃前後)で、火傷をしにくいよう、美容用に改良されたものを用いる。
手足が温められ血行が良くなること、パラフィンに含まれる油分により保湿されることから、冷え改善、リラクゼーション効果、肌の乾燥改善のために行われる。
施術方法は、温めて溶かしたパラフィンの液体に、手足を数秒間浸してまんべんなく肌を覆い、その後液から取り出す。これを数回繰り返し、パラフィンの被膜を数ミリほどに厚みをもたせ、保温手袋などを付けて10分前後置く。その後パラフィンを剥がし、ハンドクリームなどで保湿して仕上げる。